# Philip Lake
Philip Lake (* 9. April 1865 in Morpeth; † 12. Juni 1949 in Cambridge) war ein englischer Geologe.

## Leben und Werk
Lake studierte am Durham College of Science, Newcastle upon Tyne und ab 1883 Geologie am St. John’s College, University of Cambridge.
Nach seinem Abschluss 1887 forschte er für drei Jahre in Indien zur dortigen Geologie.
Zwischen 1893 und 1912 forschte Lake zum Paläozoikum in Nordwales, insbesondere zu den Trilobiten.
Seit 1908 war Lake als Universitätsdozent an der Colchester University tätig.
Philip Lake übersetzte Werke Emanuel Kaysers für die in Cambridge und New York verlegten englischsprachigen Publikationen.
Das von ihm gemeinsam mit R. H. Rastall veröffentlichte Textbook of Geology, erstmals erschienen 1910, erreichte fünf Auflagen.

## Schriften
- Philip Lake, Physical Geography, 1915, Cambridge University Press, Cambridge
- Emanuel Kayser, Textbook of Comparative Geology (Übers. Philip Lake), Cambridge, S. Sonnenschein & Co.; New York: MacMillan & Co. 1893, 2. Auflage 1925, Digitalisat, Macmillan 1893
- Philip Lake, R. H. Rastall, Textbook of Geology, Edward Arnold, London, 1910.